# Cantone di Albertville-Nord
Il Cantone di Albertville-Nord era un divisione amministrativa dell'arrondissement di Albertville.
È stato soppresso a seguito della riforma complessiva dei cantoni del 2014, che è entrata in vigore con le elezioni dipartimentali del 2015.
Comprendeva parte della città di Albertville e i comuni di:
- Allondaz
- Césarches
- Mercury
- Pallud
- Thénésol
- Venthon